# Nửa đời trước của tôi (phim truyền hình)
Nửa Đời Trước Của Tôi là bộ phim truyền hình Trung Quốc phát sóng năm 2017 với diễn viên chính là Cận Đông và Mã Y Lợi, kể về cuộc sống trở về con số 0 sau khi li hôn của phu nhân La Tử Quân với chồng mình là Trần Tuấn Sinh. Dưới sự giúp đỡ của người bạn thân là Đường Tinh và bạn trai Hạ Hàm của bạn đã giúp bà thoát khỏi tình cảnh khó khăn, bước tiếp trên đoạn đường đời tiếp theo của cuộc đời mình.

## Nội dung
La Tử Quân 35 tuổi, là một bà nội trợ chính hiệu, nếu không phải đột nhiên chồng cô đòi ly hôn, thì có lẽ cô cứ thế mà sống qua ngày trong bốn bề tĩnh lặng. Một người phụ nữ sắp bước vào tuổi trung niên, bị bỏ rơi, không kinh nghiệm nghề nghiệp, bị đẩy ra ngoài xã hội, còn phải lo cho một đứa con, cuộc đời của Tử Quân từ an nhàn mà rơi xuống vực thẳm.
Là thương nhân từ nước ngoài quay trở về Thượng Hải làm kinh doanh, vốn là đối tượng khiến phụ nữ mơ tưởng, khiến đàn ông đố kỵ, cuộc sống của Hạ Hàm tuy vô cùng bận rộn, nhưng lại rất có chất lượng. Khi gặp phải một Tử Quân với cuộc sống rắc rối, cuộc sống yên ổn của anh đã bị đảo lộn, một mớ những tình huống dở khóc dở cười đột nhiên từ trên trời rơi xuống buộc anh phải "thu dọn", phát huy hết năng lực ứng biến của mình.
Cuộc đời đã xé bỏ sự bảo bọc bên ngoài của Tử Quân, nhưng lại đổi cho cô sự cứng cỏi kiên cường bên trong. Cuộc sống quẳng đến cho Hạ Hàm sự phiền phức lớn nhất, nhưng lại bù đắp cho anh sự ấm áp. Một nửa trước của cuộc đời cũng đã trôi qua rồi, nửa sau của cuộc đời lại được bắt đầu như mới.

## Diễn viên
- Cận Đông vai Hạ Hàm
- Mã Y Lợi vai La Tử Quân
- Viên Tuyền vai Đường Tinh
- Lôi Giai Âm vai Trần Tuấn Sinh
- Ngô Việt vai Lăng Linh
- Trương Linh Tâm vai La Tử Quần
- Trịnh La Thiến vai Vivian
- Trần Đạo Minh vai Trác Tiềm Thanh
- Hầu Nham Tùng vai Lão Kim
- Ổ Quân Mai vai Ngô Đại nương

## Tỷ suất người xem
| 1-2        | Ngày 4 tháng 7 năm 2017  | 0.863 | 3.063  | 6 | 0.517 | 1.817 | 9 |
| 3-4        | Ngày 5 tháng 7 năm 2017  | 1.071 | 3.712  | 5 | 0.576 | 1.977 | 7 |
| 5-6        | Ngày 6 tháng 7 năm 2017  | 1.185 | 4.028  | 5 | 0.647 | 2.188 | 7 |
| 7-8        | Ngày 7 tháng 7 năm 2017  | 1.165 | 4.123  | 1 | 0.637 | 2.249 | 7 |
| 9          | Ngày 8 tháng 7 năm 2017  | 1.095 | 3.946  | 1 | 0.693 | 2.499 | 4 |
| 10-11      | Ngày 9 tháng 7 năm 2017  | 1.345 | 4.643  | 1 | 0.934 | 3.227 | 3 |
| 12-13      | Ngày 10 tháng 7 năm 2017 | 1.565 | 5.437  | 2 | 0.751 | 2.612 | 7 |
| 14-15      | Ngày 11 tháng 7 năm 2017 | 1.456 | 5.093  | 2 | 0.92  | 3.207 | 6 |
| 16-17      | Ngày 12 tháng 7 năm 2017 | 1.517 | 5.395  | 2 | 0.926 | 3.29  | 7 |
| 18-19      | Ngày 13 tháng 7 năm 2017 | 1.654 | 5769   | 2 | 1.119 | 3.918 | 5 |
| 20-21      | Ngày 14 tháng 7 năm 2017 | 1.86  | 6.438  | 1 | 1.104 | 3.835 | 2 |
| 22         | Ngày 15 tháng 7 năm 2017 | 1.66  | 6.24   | 1 | 1.036 | 3.868 | 2 |
| 23-24      | Ngày 16 tháng 7 năm 2017 | 2.126 | 7.193  | 1 | 1.438 | 4.877 | 2 |
| 25-26      | Ngày 17 tháng 7 năm 2017 | 2.157 | 7.256  | 2 | 1.473 | 4.951 | 3 |
| 27-28      | Ngày 18 tháng 7 năm 2017 | 2.301 | 7.715  | 1 | 1.574 | 5.265 | 3 |
| 29-30      | Ngày 19 tháng 7 năm 2017 | 2.552 | 8.29   | 1 | 1.712 | 5.553 | 3 |
| 31-32      | Ngày 20 tháng 7 năm 2017 | 2.307 | 7.799  | 2 | 1.86  | 6.276 | 3 |
| 33-34      | Ngày 21 tháng 7 năm 2017 | 2.41  | 8.226  | 1 | 1.751 | 5.968 | 2 |
| 35         | Ngày 22 tháng 7 năm 2017 | 2.253 | 8.267  | 1 | 1.4   | 5.143 | 2 |
| 36-37      | Ngày 23 tháng 7 năm 2017 | 2.578 | 8.35   | 1 | 1.894 | 6.199 | 2 |
| 38-39      | Ngày 24 tháng 7 năm 2017 | 2.649 | 8.819  | 1 | 1.988 | 6.619 | 3 |
| 40-41      | Ngày 25 tháng 7 năm 2017 | 2.836 | 9.601  | 1 | 2.002 | 6.784 | 3 |
| 42         | Ngày 26 tháng 7 năm 2017 | 3.012 | 10.479 | 1 | 1.99  | 6.898 | 3 |
| Trung bình | Trung bình               | 1.876 | 6.46   | — | 1.248 | 4.29  | — |